# Aspidosperma olivaceum
Aspidosperma olivaceum är en oleanderväxtart som beskrevs av Müll.Arg.. Aspidosperma olivaceum ingår i släktet Aspidosperma och familjen oleanderväxter. Inga underarter finns listade i Catalogue of Life.